# Кизје (Лоара)
Кизје (фр. Cuzieu) насеље је и општина у источној Француској у региону Рона-Алпи, у департману Лоара која припада префектури Монбризон.
По подацима из 2011. године у општини је живело 1496 становника, а густина насељености је износила 129,97 становника/km². Општина се простире на површини од 11,51 km². Налази се на средњој надморској висини од 342 метара (максималној 390 m, а минималној 348 m).

## Демографија
| 1962. | 1968. | 1975. | 1982. | 1990. | 1999. | 2011. |
| ----- | ----- | ----- | ----- | ----- | ----- | ----- |
| 408   | 466   | 585   | 712   | 1.155 | 1.389 | 1.496 |

График промене броја становника у току последњих година